# Werner Vermehren
Werner Vermehren, vollständig Paul Werner Vermehren (* 5. August 1890 in El Paso (Texas); † 26. September 1986 in Lübeck) war ein deutscher Marineoffizier, zuletzt Kapitän zur See, und Mitarbeiter der Abwehr.

## Leben
Werner Vermehren stammt aus der Lübecker Linie der Familie Vermehren. Er war ein Sohn des Kaufmanns Wilhelm Vermehren und dessen Frau Marie Rosalie, geb. Sydow. Paul Vermehren und Julius Vermehren waren seine Onkel, Kurt Vermehren sein Cousin. Geboren wurde Werner in El Paso. Im Schuljahr 1902/03 besuchte er das Gymnasium in Marburg.
Am 1. April 1909 trat er als Seekadett in die Kaiserliche Marine ein und absolvierte seine Schiffsausbildung auf dem Großen Geschützten Kreuzer Hansa. Nach dem erfolgreichen Besuch der Marineschule, auf der er zum Fähnrich zur See ernannt worden war, kam er an Bord des Linienschiffs Helgoland, auf dem er zum Leutnant zur See befördert wurde. 1913/1914 war er Funktechnischer Offizier (FTO) auf der Zieten. Im Ersten Weltkrieg diente er zunächst, wiederum als Funktechnischer Offizier, auf dem Kreuzer Pillau. Mit Patent vom 2. Mai 1915 wurde er zum Oberleutnant zur See befördert.
Im Oktober 1916 wechselte er zur Luftschiff-Flotte. Er war Wachoffizier auf den Luftschiffen L 14 und L 30 (=LZ 62). Im April 1917 wurde er Kommandant auf L 30 und anschließend auf den Luftschiffen L 35, L 42 und L 65. Am Ende des Ersten Weltkriegs wurde er Kommandant des Minensuchboots M 40, und Mitte 1919 war er Nachrichtenoffizier der Marinestation der Ostsee. Zum 1. November 1919 nahm er seinen Abschied, der ihm mit dem Charakter als Kapitänleutnant bewilligt wurde.
Vermehren wanderte nach Tepic in Mexiko aus, kehrte aber schon 1922 aus Gesundheitsgründen nach Deutschland zurück. Er übernahm eine Stellung als kaufmännischer Angestellter bei Osram in Berlin-Charlottenburg. Ab April 1924 arbeitete er bei der Possehl-Gruppe (Erzhandel und Reederei) in Lübeck.
Ab Anfang 1934 war er für die Abwehr tätig und beteiligt am Aufbau des Marinesonderdienstes. Dieses war eine konspirativ geführte Art „Anti-Blockade-Reederei“, die organisatorisch durch die Abwehr im Deutschen Reich vorbereitet wurde und im Zweiten Weltkrieg in Funktion trat. Die fachliche Leitung hatte von Anfang an das Oberkommando der Marine (OKM).
Reaktiviert mit dem Dienstgrad Kapitän zur See, wurde er 1942 nach Tokio gesandt. Er reiste im April 1942 von Bordeaux mit der Dresden, die als Blockadebrecher nach Japan fuhr. In Tokio war Vermehren Leiter des Marinesonderdienstes (Ostasien), I. Gehilfe und Chef des Stabes beim Marineattaché und Deutschen Admiral Ostasien Paul Wenneker, der 1909 sein Crew-Kollege als Seekadett gewesen war. Die Desertierung seines Neffen 2. Grades Erich Vermehren, die dazu führte, dass die Abwehr unter Admiral Canaris entmachtet und unter die Aufsicht des RSHA gestellt wurde, brachte auch Werner Vermehren Probleme. Lange wusste er nicht, was mit den verhafteten Familienmitgliedern geschehen war. Der Marinesonderdienst wurde glücklicherweise nicht dem RSHA unterstellt, sondern am 15. April 1944 direkt vom Oberkommando der Kriegsmarine übernommen.
Am Ende des Krieges kam er in Kriegsgefangenschaft, aus der er 1947 entlassen wurde. Von 1947 bis 1951 arbeitete er bei britischen Dienststellen in Lübeck. Von 1951 bis 1958 war er „Treuhänder auf privatem Landbesitz in Gifhorn“. 1958 ging er in den Ruhestand, den er in Lübeck und Lensahn verlebte.
Vermehren war seit dem 27. Dezember 1922 verheiratet mit Maude, geb. Dugge. Das Paar hatte zwei Töchter.

### Nachlass
Von Vermehren ist sein in Tokio geführtes Kriegstagebuch erhalten, das im Bundesarchiv-Militärarchiv verwahrt wird.

## Auszeichnungen
- Eisernes Kreuz
  - 2. Klasse
  - 1. Klasse
  - Wiederholungsspange zum EK II
- Hanseatenkreuz (Lübeck)
- Militär-Verdienstorden (Spanien), 2. Klasse: Cruz del Merito Mil. con distintivo blanco de 2a clase
- Kriegsverdienstkreuz (1939)
  - 2. Klasse
  - 1. Klasse mit Schwertern